# Wojciech Gryniewicz

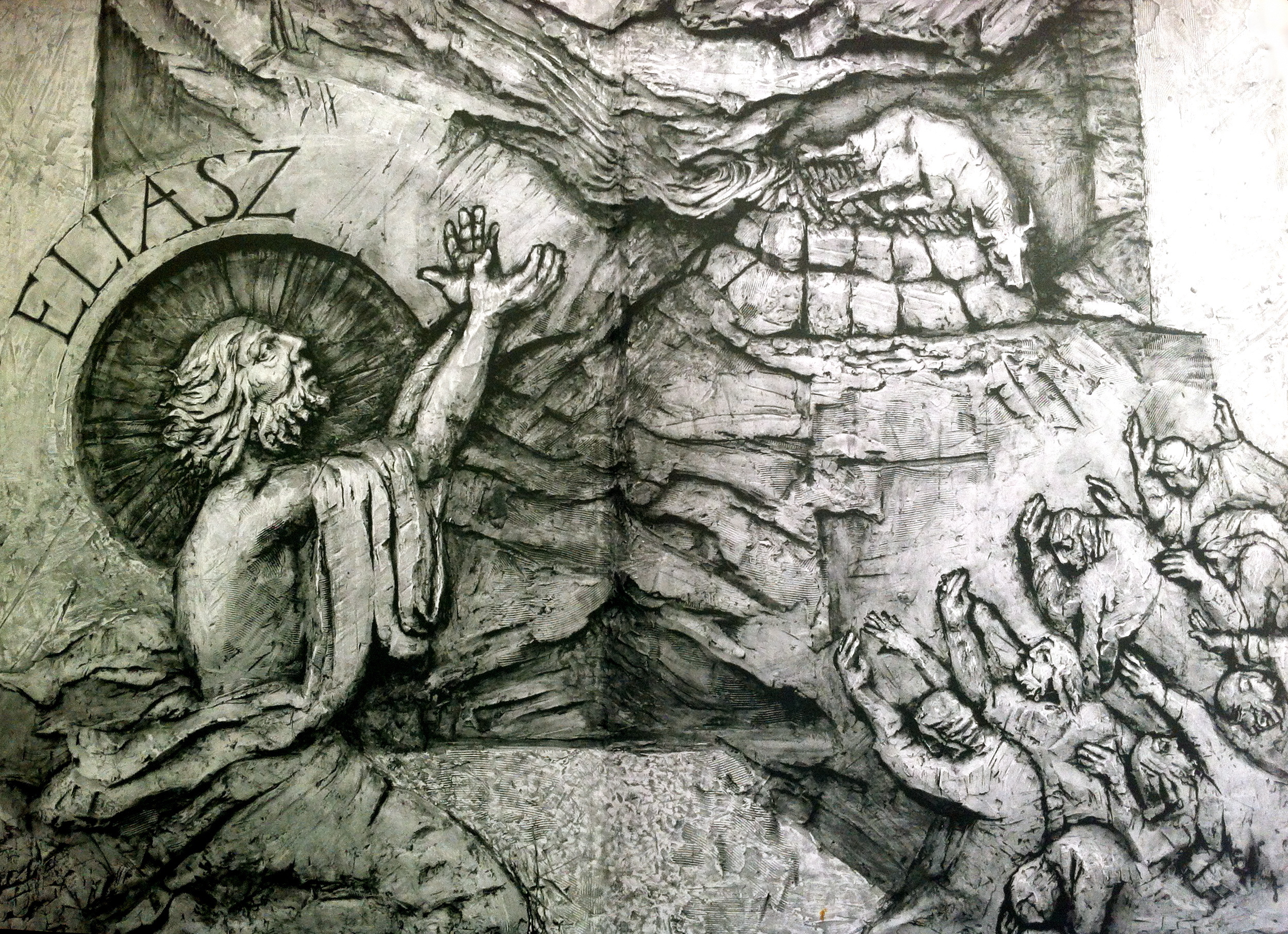
Płaskorzeźba „Eliasz” (2000) autorstwa Wojciecha Gryniewicza; Kaplica Chrystusa Miłosiernego – Kościół Najświętszego Serca Jezusowego w Łodzi

Wojciech Wincenty Gryniewicz (ur. 5 kwietnia 1946 w Bydgoszczy) – polski rzeźbiarz. Znalazł się w pierwszej dwudziestce cenionych rzeźbiarzy w Polsce według tygodnika „Wprost”.

## Rodzina, dzieciństwo
Urodził się w inteligenckiej rodzinie wysiedleńców ze Lwowa. Ojciec artysty Józef Gryniewicz służył w Armii generała Władysława Andersa. Jako podoficer Wojska Polskiego, służył w Piątym Pułku Artylerii Polskiej biorąc udział w bitwach o Monte Cassino, Ankonę i Bolonię. Był jednym z pierwszych żołnierzy Wojsk Alianckich wkraczających do Bolonii. Ukończył Szkołę Podoficerską Artylerii Nr 5 we Lwowie. Był podoficerem Polskich Sił Zbrojnych na Zachodzie 6 Lwowskiej Dywizji Piechoty, odznaczony Krzyżem Kawalerskim Orderu Odrodzenia Polski, Odznaką Grunwaldzką, Medalem za udział w wojnie obronnej 1939, Medalem Zwycięstwa i Wolności 1945. Ojciec Wojciecha Gryniewicza w 1945 roku został odznaczony Krzyżem Walecznych i Krzyż Zasługi z Mieczami. Były więzień polityczny. W 1945 rodzina Wojciecha Gryniewicza została zmuszona do opuszczenia Lwowa i przesiedlona do Polski.
Wojciech Gryniewicz dzieciństwo i młodość spędził na Osiedlu Leśnym w Bydgoszczy. W 1965 roku ukończył Państwowe Liceum Sztuk Plastycznych im. Leona Wyczółkowskiego w Bydgoszczy i Studium Nauczycielskie w Szczecinie (dyplom 1968). W latach 1965–1970 był nauczycielem plastyki w Liceum Ogólnokształcącym im. Bolesława Krzywoustego w Kamieniu Pomorskim. W 1967 roku wraz z Adamem Kordalem założył Dyskusyjny klub filmowy DKF Powiększenie w Kamieniu Pomorskim.
W związku małżeńskim z Alicją Gryniewicz. Żona artysty ma niemieckie pochodzenie, ukończyła studia na Wydziale Biologii i Ochrony Środowiska na Uniwersytecie Łódzkim i AWF na Akademii Wychowania Fizycznego w Warszawie. Jest sędzią Polskiego Związku Lekkiej Atletyki, wieloletnim pedagogiem i dyrektorem szkoły. Od lat 80. XX w. kolekcjoner i mecenas sztuki współczesnej. W jej kolekcji znajdują się rzeźby, instalacje przestrzenne i grafiki.
Wojciech Gryniewicz jest ojcem Małgorzaty Gryniewicz i Marty Gryniewicz.

### Studia, praca twórcza
W 1970 dostał się na Wydział Rzeźby Akademii Sztuk Pięknych w Gdańsku. Studiował w pracowni rzeźby prof. Alfreda Wiśniewskiego i prof. Adama Smolany. W 1975 otrzymał dyplom ukończenia studiów oraz nagrodę Ministra Kultury i Sztuki wraz ze stypendium za projekt pomnika „Obrońcom Helu”. W latach 70. planował wyemigrować do Francji, ale władze PRL trzykrotnie odmówiły mu paszportu.
W swoim dorobku ma wystawy zbiorowe w kraju i zagranicą (Francja, Niemcy, Czechy). W 1978 przyjeżdża na stałe do Łodzi, gdzie zaczyna realizować rzeźby monumentalne. Jego pierwsza pracownia mieściła się przy ulicy Piotrkowskiej 26. W 1997 roku przeniósł swoją pracownię rzeźby do Willi Gryniewiczów przy ul. Romańskiej w Łagiewnikach. Należał do Związku Polskich Artystów Plastyków. W 2013 roku został odznaczony Medalem Honorowym Regionalnej Organizacji Turystycznej Województwa Łódzkiego w kategorii „Kultura i Sztuka” i Odznaczeniem „Za Zasługi dla Miasta Łodzi” przyznawane przez Radę Miejską w Łodzi. Znalazł się w pierwszej dwudziestce cenionych rzeźbiarzy w Polsce według tygodnika Wprost. W 2015 roku został odznaczony honorowym Krzyżem wiedeńskiego Towarzystwa Who is Who Gesellschaft für biographische Forschung Wien za wybitne zasługi w dziedzinie kultury i sztuki.
W 2012 roku był bohaterem programu TVP Łódź kreatywna – Wojciech Gryniewicz (realizacja Jacek Grudzień). W kwietniu 2017 Wojciech Gryniewicz obchodził swoje 70. urodziny z udziałem łódzkich mediów i wiceprezydenta Łodzi Krzysztofa Piątkowskiego.

## Pomniki (projekt i realizacja)

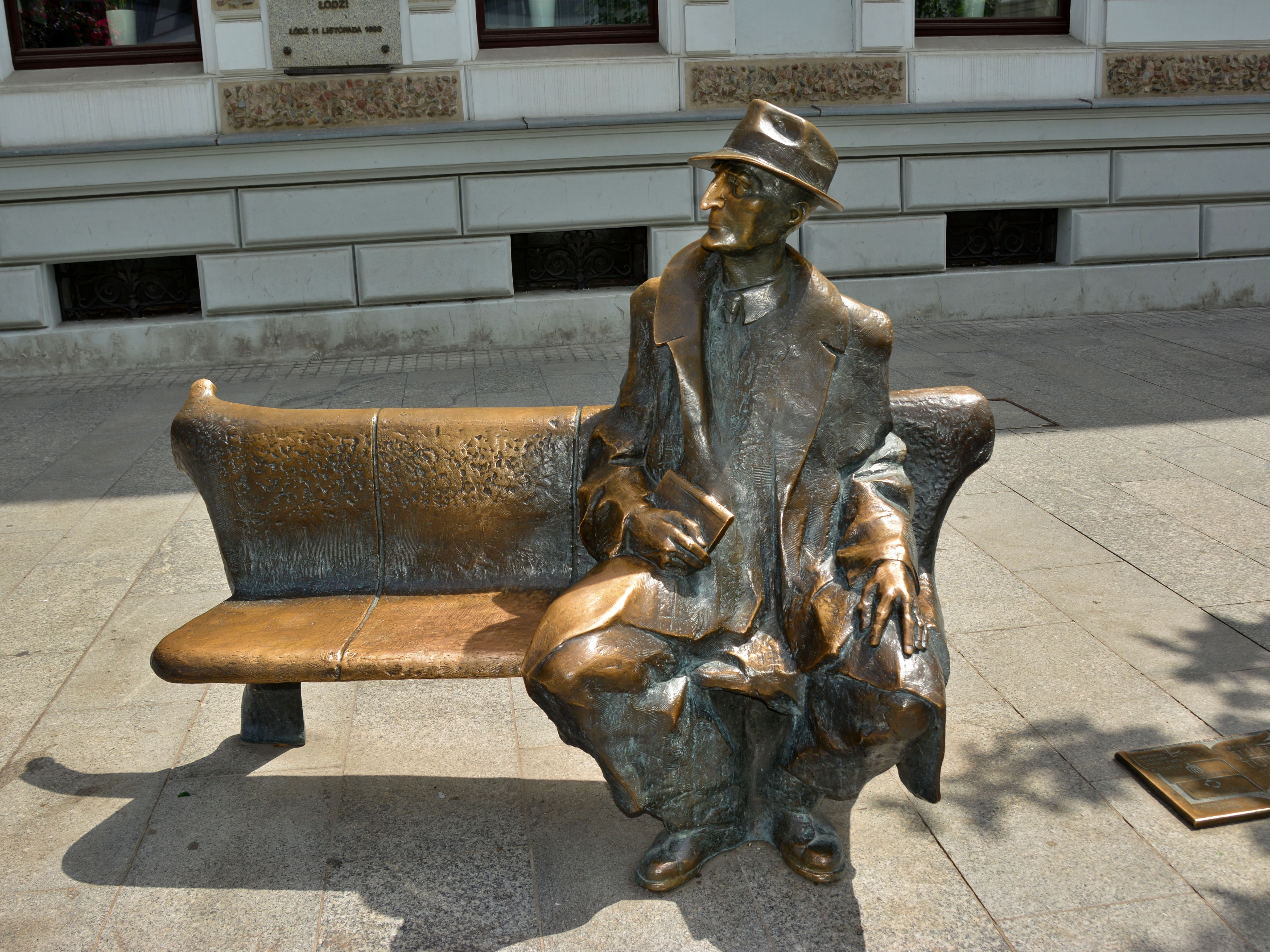
Ławeczka Tuwima w Łodzi (1999)

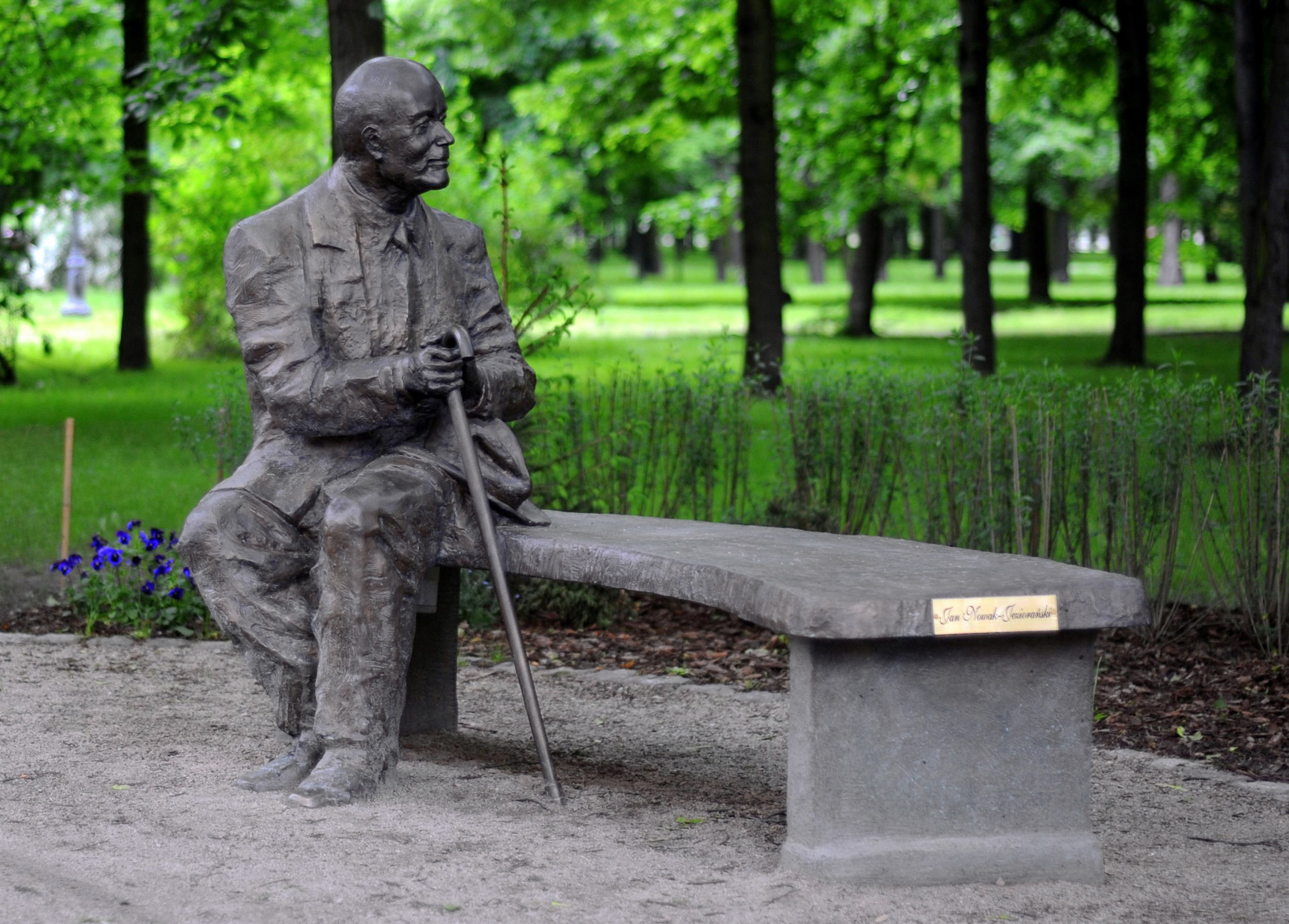
Pomnik Ławeczka Jana Nowaka Jeziorańskiego w Warszawie

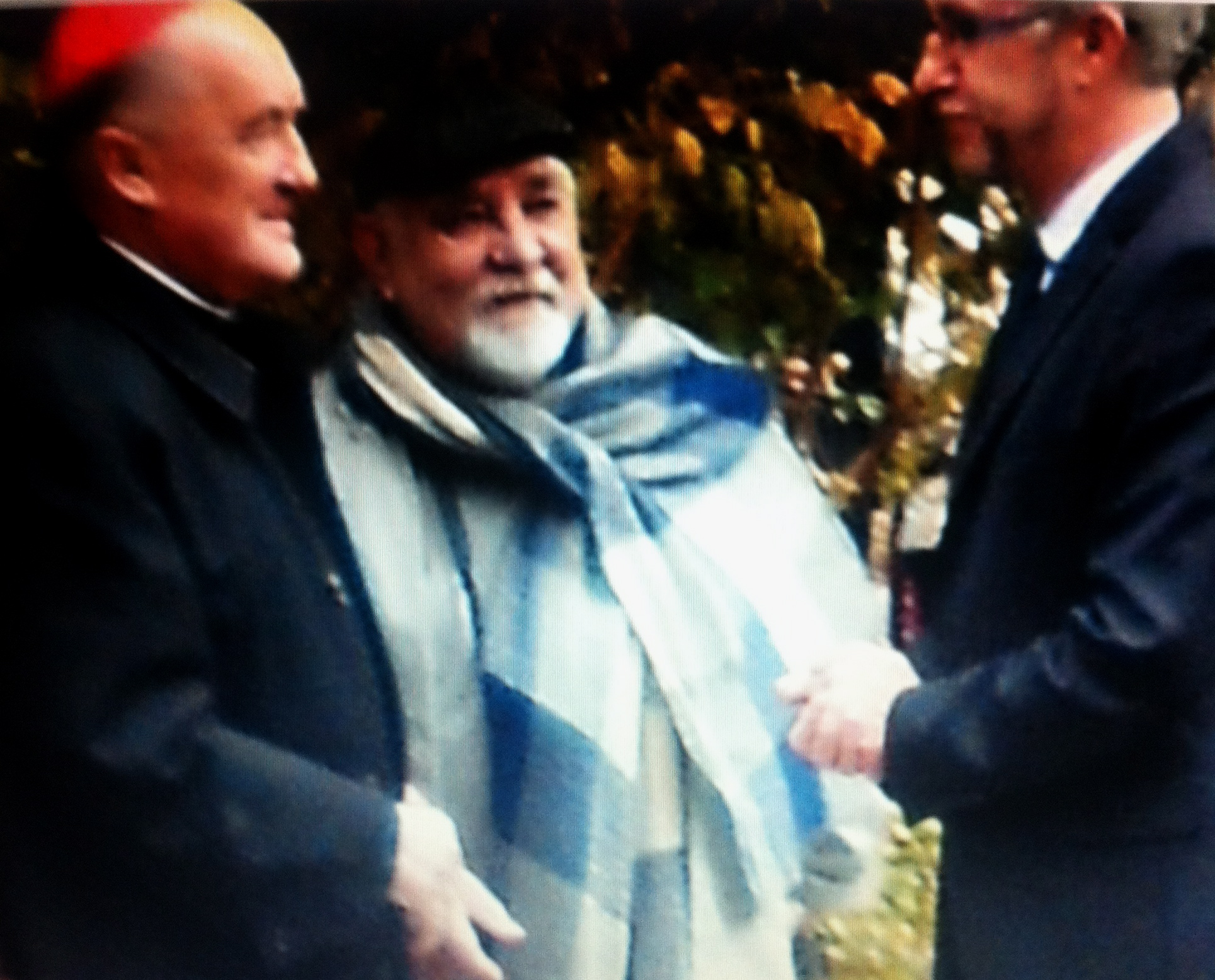
10 października 2013, Warszawa; odsłonięcie Ławeczki ks. Jana Twardowskiego, metropolita warszawski kard. Kazimierz Nycz, wiceprezydent Warszawy Jacek Wojciechowicz, autor pomnika Wojciech Gryniewicz

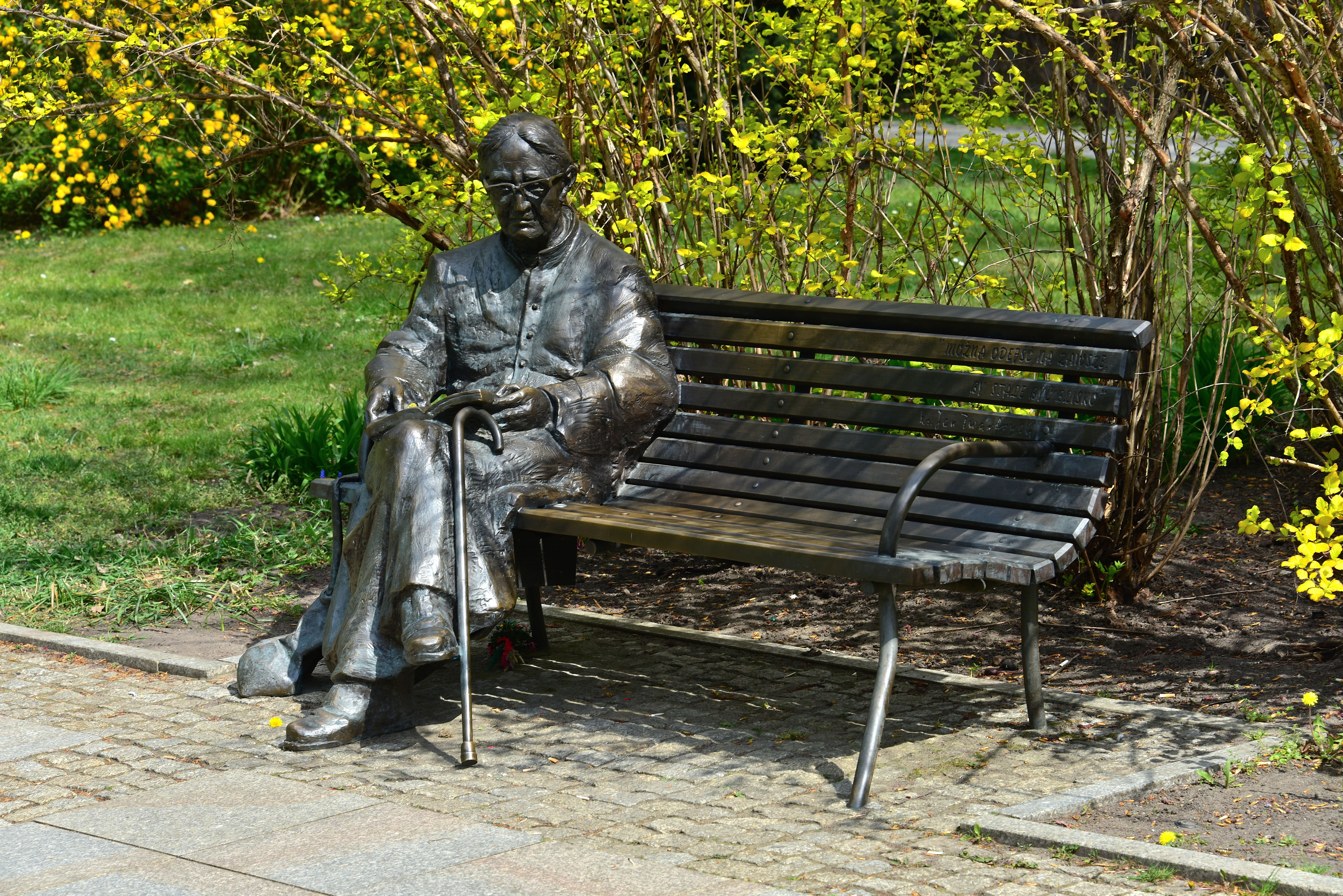
Pomnik ks. Jana Twardowskiego w Warszawie

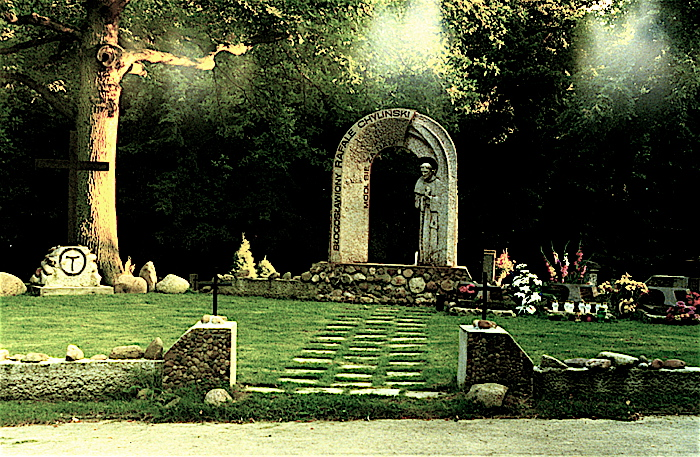
Kwatery Ojców Franciszkanów na Cmentarzu Łagiewnickim w Łodzi

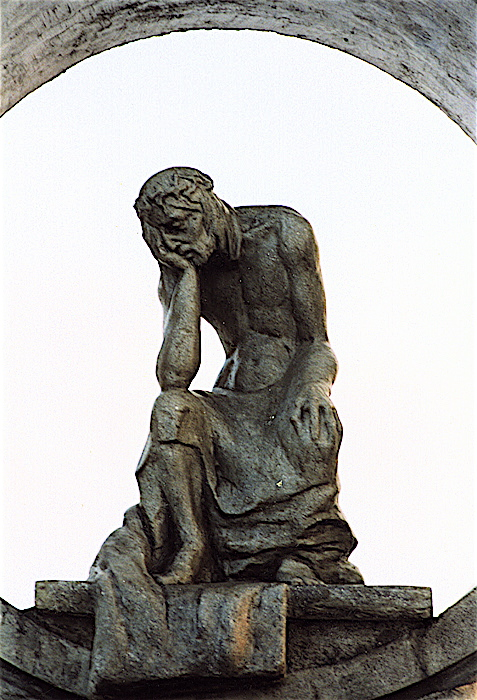
Chrystus Frasobliwy – Kurowice

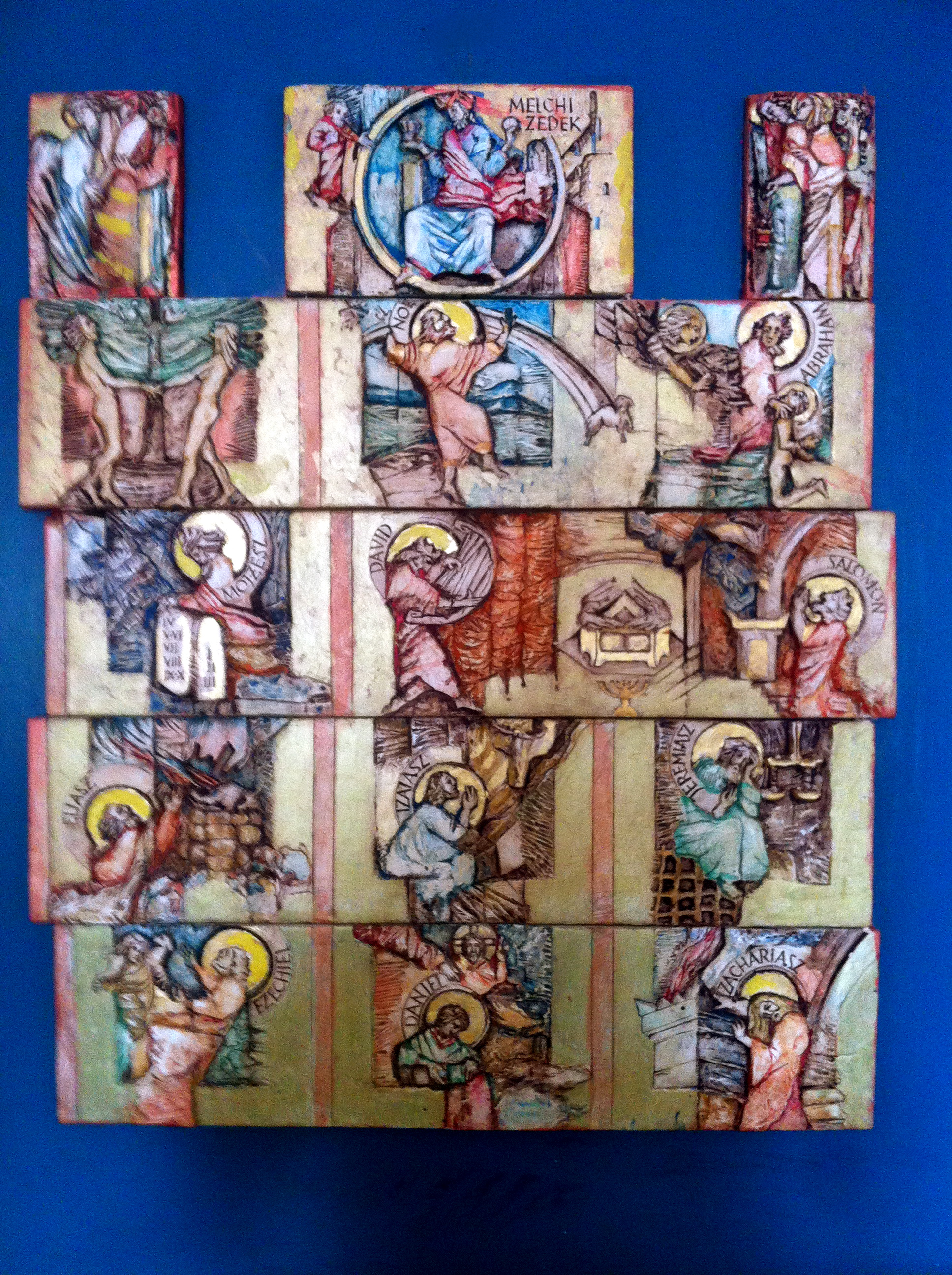
Wojciech Gryniewicz, obraz z 2009

- Pomnik ks. Jana Twardowskiego w Warszawie przy Krakowskim Przedmieściu[4]
- pomnik Ławki Szkolnej w Warszawie – ul. Wybrzeże Kościuszkowskie 35[5]
- Pomnik Ofiar Komunizmu w Łodzi – pierwszy w Polsce pomnik upamiętniający ofiary reżimu komunistycznego w latach 1919–1989 – aleja Karola Anstadta 7[6][7][8]
- Pomnik Wacława Milke w Płocku[9][10]
- Pomnik Kolejarza w Grodzisku Mazowieckim
- Ławeczka Jana Nowaka Jeziorańskiego[11] – ul. Czerniakowska 178 A na Powiślu w Warszawie
- Kochankowie z ulicy Kamiennej[12] – ul. Włókiennicza (dawna Kamienna) w Łodzi
- rzeźba Matki Bożej Królowej Polski – ołtarz główny – Rzymskokatolicka Parafia NMP Królowej Polski w Tomaszowie Mazowieckim[13]
- Ławeczka Tuwima[14] – ul. Piotrkowska 104 (przed Pałacem Juliusza Heinzla) w Łodzi
- pomnik bł. Rafała Chylińskiego – Cmentarz w Łodzi-Łagiewnikach
- pomnik św. Franciszka – Cmentarz w Łodzi-Łagiewnikach
- Pomnik prof. Tadeusza Kotarbińskiego – ul.Narutowicza 68 w Łodzi[15][16].

## Planowane realizacje
- pomnik niedźwiedzia Wojtka w Sopocie (przy ul. Bohaterów Monte Cassino)[17][18]
- tablica portretowa upamiętniająca ks. Mariusza Szkwarka w Wyższym Seminarium Duchownym w Łodzi, przy ul. św. Stanisława Kostki 14.

## Rzeźby sakralne (projekt i realizacja)
- 1977: wystrój wnętrz, płaskorzeźby (projekt i realizacja) – Opactwo Cystersów w Sulejowie
- 1980–1981: Droga Krzyżowa, płaskorzeźby (projekt i realizacja) – Kościół św. Stanisława Kostki w Płocku.
- 1994–2013:
  - rzeźba św. Franciszka (łuk romański z figurą) – Kościół św. Antoniego w Łodzi
  - nagrobki Ojców Franciszkanów (2 kwatery zbiorowe, 30 grobów) – Cmentarz w Łodzi-Łagiewnikach
- 1996:
  - rzeźby: ołtarz główny – Kościół pw. Miłosierdzia Bożego, Wola Rakowa
  - rzeźby: ołtarze boczne – Kościół pw. Miłosierdzia Bożego, Wola Rakowa
  - rzeźby: ołtarz główny – Parafia Św. Rafała Kalinowskiego w Wiskitnie
  - rzeźby: ołtarze boczne – Parafia Św. Rafała Kalinowskiego w Wiskitnie
  - rzeźby: Droga Krzyżowa (brąz) – Kalisz
  - rzeźba Chrystusa (drewno polichromowane) – Parafia św. Rafała Kalinowskiego w Łodzi
  - rzeźby: ołtarz główny (płaskorzeźby w ceramice) – Parafia św. Rafała Kalinowskiego w Łodzi
  - rzeźby: ołtarz boczny ˌˌAdoracja Barankaˈˈ (ceramika) – Parafia św. Rafała Kalinowskiego w Łodzi
- 1997: rzeźba Chrystus Frasobliwy (kapliczka przydrożna) – Kurowice
- 1998–2000:
  - płaskorzeźby: Przymierze Miłości w Kościół Najświętszego Serca Jezusowego w Łodzi
  - rzeźba „Zwiastowanie”: Kaplica Matki Bożej – Kościół Najświętszego Serca Jezusowego w Łodzi
  - rzeźba „Boże Narodzenie”: Kaplica Matki Bożej – Kościół Najświętszego Serca Jezusowego w Łodzi
  - rzeźba „Adoracja Korony”: Kaplica Matki Bożej – Kościół Najświętszego Serca Jezusowego w Łodzi
  - rzeźba „Chrzest Chrystusa”: Kaplica Chrystusa Miłosiernego – Kościół Najświętszego Serca Jezusowego w Łodzi
  - rzeźba „Objawienie Ducha św.”: Kaplica Chrystusa Miłosiernego – Kościół Najświętszego Serca Jezusowego w Łodzi
  - rzeźba „Adoracja Krzyża Drzewa Życia”: Kaplica Chrystusa Miłosiernego – Kościół Najświętszego Serca Jezusowego w Łodzi
  - rzeźba „św. Faustyny”: Kaplica Chrystusa Miłosiernego – Kościół Najświętszego Serca Jezusowego w Łodzi
  - płaskorzeźba „Adam i Ewa Drzewo Życia”: Kaplica Chrystusa Miłosiernego – Kościół Najświętszego Serca Jezusowego w Łodzi
  - płaskorzeźba „Noe”: Kaplica Chrystusa Miłosiernego – Kościół Najświętszego Serca Jezusowego w Łodzi
  - płaskorzeźba „Abraham”: Kaplica Chrystusa Miłosiernego – Kościół Najświętszego Serca Jezusowego w Łodzi
  - płaskorzeźba „Mojżesz”: Kaplica Chrystusa Miłosiernego – Kościół Najświętszego Serca Jezusowego w Łodzi
  - płaskorzeźba „Dawid”: Kaplica Chrystusa Miłosiernego – Kościół Najświętszego Serca Jezusowego w Łodzi
  - płaskorzeźba „Salomon”: Kaplica Chrystusa Miłosiernego – Kościół Najświętszego Serca Jezusowego w Łodzi
  - płaskorzeźba „Melchizedek”: Kaplica Chrystusa Miłosiernego – Kościół Najświętszego Serca Jezusowego w Łodzi
  - płaskorzeźba „Eliasz”: Kaplica Chrystusa Miłosiernego – Kościół Najświętszego Serca Jezusowego w Łodzi
  - płaskorzeźba „Izajasz”: Kaplica Chrystusa Miłosiernego – Kościół Najświętszego Serca Jezusowego w Łodzi
  - płaskorzeźba „Jeremiasz”: Kaplica Chrystusa Miłosiernego – Kościół Najświętszego Serca Jezusowego w Łodzi
  - płaskorzeźba „Ezechiel”: Kaplica Chrystusa Miłosiernego – Kościół Najświętszego Serca Jezusowego w Łodzi
  - płaskorzeźba „Daniel”: Kaplica Chrystusa Miłosiernego – Kościół Najświętszego Serca Jezusowego w Łodzi
  - płaskorzeźba „Zachariasz”: Kaplica Chrystusa Miłosiernego – Kościół Najświętszego Serca Jezusowego w Łodzi
- 2000:
  - ołtarz główny: rzeźby Dwunastu Apostołów – Kościół Najświętszego Imienia Maryi w Laskowej
  - płaskorzeźba Duch Święty – Kościół Najświętszego Imienia Maryi w Laskowej
  - ołtarz główny: rzeźba Chrystus Ukrzyżowany – Kościół Nawiedzenia Najświętszej Marii Panny w Iwkowej
  - ołtarz główny: rzeźba Matka Boża (drewno) – Kościół Nawiedzenia Najświętszej Marii Panny w Iwkowej
  - ołtarz główny: rzeźba dwie grupy Aniołów Adoracyjnych (drewno) – Kościół Nawiedzenia Najświętszej Marii Panny w Iwkowej
- 2001–2002:
  - płaskorzeźba „Świetlne płomienie i adoracyjnych aniołów” w głównym ołtarzu w kościele św. Mateusza Ewangelisty w Łodzi
  - płaskorzeźba „św. Mateusz”: ołtarz główny w kościele św. Mateusza Ewangelisty w Łodzi
  - płaskorzeźba „Jan Paweł II”: ołtarz główny w kościele św. Mateusza Ewangelisty w Łodzi
  - płaskorzeźba „Stefan Wyszyński”: ołtarz główny w kościele św. Mateusza Ewangelisty w Łodzi[19]
  - płaskorzeźba św. Antoni z Chrystusem (fronton ołtarza na dziedzińcu) – Kościół św. Antoniego w Łodzi
- 2003:
  - rzeźby czterech symboli Ewangelistów (głowice na kolumnach) – Parafia Wniebowstąpienia Pańskiego w Łodzi
  - Droga Krzyżowa (płaskorzeźby) w kościele św. Mateusza Ewangelisty w Łodzi[19]
- 2007:
  - rzeźba Chrystusa Zmartwychwstałego – Matki Boskiej Różańcowej w Łodzi
  - płaskorzeźby ośmiu Aniołów Adorujących – kościół Matki Boskiej Różańcowej w Łodzi
- 2011:
  - rzeźba Miłosierdzia Bożego: ołtarz główny – Rzymskokatolickiej Parafii pw. Matki Bożej Wspomożenia Wiernych
  - rzeźby na ołtarzu głównym w Rzymskokatolickiej Parafii pw. Matki Bożej Wspomożenia Wiernych[20][21]
  - tablica pamiątkowa poświęcona Marianowi Batko przy ul. Jurczyńskiego 1/3 w Łodzi (projekt i realizacja 1987)
  - tablice pamiątkowe poświęcone papieżowi Janowi Pawłowi II (dwie płaskorzeźby wykonane z brązu) – Port Lotniczy im. Władysława Reymonta w Łodzi (projekt i realizacja)[22].
- 2013: rzeźby w Parafii Matki Bożej Fatimskiej w Łodzi.

Za granicą
- 2001:
  - rzeźba „Adoracja” – klasztor franciszkanów ul. Štursova 85/2, Karniów, Czechy
  - rzeźba „Tabernakulum – klasztor franciszkanów, Karniów
  - rzeźba „Baranek” – klasztor franciszkanów, Karniów
- 2002: rzeźba „św. Antoni z Chrystusem” – klasztor franciszkanów, Krnov

## Inne realizacje
- 1974: tablica ul. Grząska Gdańsku
- 1977: rzeźba sowy i zdobienia secesyjne na dawnym Kinie Gdynia w Łodzi. W 2007 sowa została wpisana do europejskiej Księgi nocy o stworach i potworach (Monster Book).
- 1979: mogiła żołnierzy II wojny światowej na Cmentarzu Łagiewnickim w Łodzi
- 2006: tablica pamiątkowa poświęcona strajkowi studentów uczelni łódzkich w 1981 roku; na budynku Wydziału Prawa i Administracji Uniwersytetu Łódzkiego, przy ul. Składowej 43 w Łodzi.
- 2021: tablica pamiątkowa z popiersiem Andrzeja Szymczaka w Hali Sportowej KS Anilana im. Andrzeja Szymczaka w Łodzi[23]

## Statuetki
Gryniewicz był wykonawcą i autorem następujących statuetek:
- 2006: Nagroda „Łódzki Filantrop Roku”, projekt i realizacja (brąz).
- 2004: Nagroda miesięcznika Tygiel Kultury – „Sprężyna”, projekt i realizacja (brąz).
- 2002: Nagroda Prezydenta Miasta Łodzi „Ławeczka Tuwima” – projekt i realizacja (brąz).

## Konserwator zabytków (wybrane)
1974–1994 prace konserwatorskie w zakresie rzeźby w architekturze, zgodnie z uzyskanymi uprawnieniami z Ministerstwa Kultury i Sztuki:
- Zamek w Pszczynie (prace konserwatorskie we wnętrzach)
- Zamek Książ (prace konserwatorskie we wnętrzach)
- Sąd Okręgowy ul. Słowackiego 5 (prace konserwatorskie we wnętrzach przy zabytkowej sztukaterii) – Piotrków Trybunalski[24]
- Budynek przy ul. Farnej 3 (konserwacja zabytkowej sztukaterii na elewacji) – Piotrków Trybunalski.
- Budynek przy ul. Szewskiej 3 (prace rekonstrukcyjno-konserwatorskie) – Piotrków Trybunalski.
- Pałacu Rudowskich, ul. Pasaż Rudowskiego 4, Piotrków Trybunalski (prace konserwatorskie zabytkowej elewacji pałacu).
- Bank Gospodarczy, Tomaszów Mazowiecki (prace konserwatorskie zabytkowej sztukaterii, projekty i realizacja żyrandoli, wnętrz sejfu i rekonstrukcja elementów rzeźbiarskich na bębnie kopuły powierzchniowej banku).

## Odznaczenia i nagrody

### Nagrody
- 1973–1974: stypendium Ministerstwa Kultury i Sztuki
- 1975: projekt pomnika Obrońcom Helu – I Nagroda Ministra Kultury i Sztuki
- 1985: Ogólnopolski konkurs na projekt plakiety „Ochrona zabytków Krakowa” – I Nagroda
- 2003: Plebiscyt na „Rzeźbę Roku” za pomnik „Ławeczka Tuwima” w Łodzi – I Nagroda
- 2005: Konkurs „Produkt Regionalny Roku” Polskiej Organizacji Turystycznej za pomnik „Ławeczka Tuwima”[25] – Wyróżnienie Ministra Kultury i Sztuki
- 2009: Konkurs 7 cudów Łodzi – Nominacja za pomnik „Ławeczka Tuwima”[26]
- 2015: Honorowy Członek wiedeńskiego Towarzystwa Who is Who Gesellschaft für biographische Forschung Wien

### Odznaczenia
- 2013: Odznaka „Za Zasługi dla Miasta Łodzi” przyznawana przez Radę Miejską w Łodzi[27][28]
- 2013: Medal Honorowy Regionalnej Organizacji Turystycznej Województwa Łódzkiego w kategorii „Kultura i Sztuka”.
- 2015: Krzyż elitarnego wiedeńskiego Towarzystwa Who is Who Gesellschaft fur biographische Forschung za wybitne zasługi w dziedzinie kultury i sztuki.
- 2018: Medal 100-lecia Odzyskania Niepodległości nadany przez premiera RP Mateusza Morawieckiego za wybitne zasługi w dziedzinie kultury i sztuki[29].
- 2023: Honorowy Medal 600-lecia Miasta Łodzi „za działania na rzecz rozwoju Łodzi przyznawane z okazji 600-lecia Miasta”[30].